# 新普羅恩薩
新普羅恩薩（葡萄牙語：Proença-a-Nova），是葡萄牙的城鎮，位於該國中部，由布朗庫堡區負責管轄，始建於1242年，面積395.4平方公里，2011年人口8,314，人口密度每平方公里21人。
39°45′N 7°56′W / 39.750°N 7.933°W